# Diocesi di Gindaro
La diocesi di Gindaro (in latino: Dioecesis Gindarensis) è una sede soppressa e sede titolare della Chiesa cattolica.

## Storia
Gindaro, identificabile con Dijndaris nell'odierna Siria, è un'antica sede episcopale della provincia romana della Siria Prima nella diocesi civile d'Oriente, suffraganea dell'arcidiocesi di Antiochia.
Dal XX secolo Gindaro è annoverata tra le sedi vescovili titolari della Chiesa cattolica; la sede è vacante dal 18 dicembre 1965.

## Cronotassi dei vescovi greci
- Pietro † (prima del 325 - dopo il 341)

## Cronotassi dei vescovi titolari
- Charles Givelet, S.I. † (16 maggio 1913 - 9 dicembre 1935 deceduto)
- Ruggero Raffaele Cazzanelli, O.F.M. † (27 gennaio 1936 - 8 novembre 1960 deceduto)
- Simon N'Zita Wa Ne Malanda † (15 novembre 1960 - 18 dicembre 1965 nominato vescovo di Matadi)